# Al-Arisz (Katar)
Al-Arisz (arab. العريش, Al-ʿArīsh) – osada położona w północnej części Kataru, w prowincji Asz-Szamal.